# Iván Córdoba
Iván Ramiro Córdoba (Medellín, 11 augustus 1976) is een Colombiaans voormalig betaald voetballer. Córdoba speelde voornamelijk als centrale verdediger en kwam onder andere van 2000 tot 2012 uit voor Internazionale.

## Clubcarrière
Córdoba begon zijn carrière in 1994 bij Deportivo Rionegro in Colombia. In 1996 verruilde hij deze club voor Atlético Nacional, in de Colombiaanse competitie. Hij speelde in twee seizoenen 73 competitie wedstrijden, waarin hij één goal maakte. In 1998 vertrok hij naar San Lorenzo in Argentinië, waar Córdoba doorbrak als profvoetballer.
In januari 2000 werd hij voor 16 miljoen euro aangekocht door Internazionale, terwijl Real Madrid ook op Córdoba aaste. Sindsdien speelt Córdoba een belangrijke rol voor de Italiaanse club. Onder leiding van trainer-coach Marcello Lippi maakte hij zijn debuut in de Serie A op 6 januari 2000, toen Inter met 5-0 won van AC Perugia.
In 2005/2006, 2006/2007 en 2007/2008 werd Córdoba met zijn club landskampioen van Italië. Ook veroverde hij in 2005 en 2006 de Coppa Italia en de Supercoppa. Op 30 oktober 2009 bereikte Cordoba een mijlpaal, hij speelde tegen Palermo zijn 400ste officiële wedstrijd voor Internazionale. Op zondag 6 mei 2012 speelde Córdoba met Internazionale zijn laatste wedstrijd in het betaalde voetbal, een 4-2-overwinning op AC Milan.

## Interlandcarrière
Iván Córdoba is een van de belangrijkste spelers en tevens aanvoerder van het Colombiaans voetbalelftal. Hij speelde het WK voetbal 1998 in Frankrijk en in 2001 won hij met Colombia de Copa América in eigen land door in de finale tegen Mexico de enige goal voor zijn rekening te nemen. Córdoba maakte zijn debuut op 16 juni 1997 tijdens het Copa América-duel tegen Costa Rica (4-1-overwinning).
Op 9 oktober 2007 melden media dat Córdoba niet terugkeert in het Colombiaanse elftal zolang Jorge Luis Pinto de eindverantwoordelijkheid heeft als bondscoach. "Na de Copa América heb ik Pinto van mijn besluit op de hoogte gesteld en mijn mening is onveranderd", schrijft hij in een brief aan de voorzitter van de Colombiaanse voetbalbond. Pinto werd amper een jaar later, op 16 september 2008, ontslagen door de bond na twee nederlagen, tegen Uruguay (1-0) en Chili (4-0), in de kwalificatiereeks voor het WK voetbal 2010. Eduardo Lara was zijn vervanger.

## Erelijst
Internazionale
- Serie A: 2005/06, 2006/07, 2007/08, 2008/09, 2009/10
- Coppa Italia: 2004/05, 2005/06, 2009/10, 2010/11
- Supercoppa Italiana: 2005, 2006, 2008, 2010
- UEFA Champions League: 2009/10
- FIFA Club World Cup: 2010

 Colombia
- CONMEBOL Copa América: 2001

Individueel
- Zuid-Amerikaans Team van het Jaar: 1999
- Pirata d'Oro (Internazionale-Speler van het Jaar): 2011